# Kevin Stitt
John Kevin Stitt (Milton, Florida; 28 de diciembre de 1972) es un empresario y político estadounidense. Es el gobernador de Oklahoma desde el 14 de enero de 2019. Es miembro del Partido Republicano.

## Primeros años y educación
Stitt nació el 28 de diciembre de 1972 en Milton, Florida, y pasó sus primeros años en Wayne, Oklahoma. Más tarde se mudó a Norman, donde su padre era pastor de Riverside Church.
Se graduó de la Universidad Estatal de Oklahoma con un título en contabilidad. Stitt ayudó a pagar sus estudios universitarios vendiendo productos educativos de puerta en puerta.

## Elección gubernamental de 2018

### Campaña
En julio de 2017, Stitt anunció su candidatura para la nominación republicana en la carrera electoral para gobernador en 2018. Frente a otros nueve candidatos en las elecciones primarias, presentó una campaña estatal con paradas en casi todas las ciudades y pueblos de los 77 condados. Terminó segundo, derrotando, entre otros, al teniente gobernador Todd Lamb. El 28 de agosto, en la segunda vuelta de las primarias, Stitt derrotó a Mick Cornett, exalcalde de Oklahoma City. En las primarias republicanas, Stitt recibió el apoyo crucial de destacados líderes del conservadurismo como el senador Ted Cruz y los exsenadores Rick Santorum y Tom Coburn.
De cara a las elecciones generales, Stitt recibió el apoyo del presidente Donald Trump, el vicepresidente Mike Pence, y de la gobernador Mary Fallin. Inmediatamente, la campaña de Stitt rechazó el respaldo de Fallin en un comunicado de prensa: "No buscamos el respaldo de Fallin, y Kevin Stitt [...] hará las cosas de manera muy diferente. Está enfocado en cambiar la estructura del gobierno estatal y limpiar el lío en el que nos encontramos actualmente en el Capitolio".
Durante su campaña, Stitt se autodenominó "el único creador de empleo con experiencia empresarial comprobada". Hizo un llamado para convertir el estado en "el top 10 en crecimiento de empleo, el top 10 en educación y el top 10 en infraestructura".

### Elecciones generales
Finalmente, en las elecciones generales celebradas el 3 de noviembre, Stitt derrotó al candidato demócrata, el exfiscal general Drew Edmondson, y al libertario Chris Powell.
Stitt juró en el cargo el 14 de enero de 2019 en el Capitolio del Estado de Oklahoma.

## Ideología

### Aborto
Stitt está en contra del aborto. Recibió una puntuación de 100% por parte de la organización provida Oklahomans for Life.

### Armas
La primera ley que Stitt firmó luego de asumir el cargo permitía a cualquier persona de 21 años o más, o de 18 años si era miembro o veterano de las Fuerzas Armadas de los Estados Unidos, portar un arma de fuego sin obtener un permiso o completar la capacitación. Stitt también firmó sobre la ampliación de lugares a donde se puede llevar un arma de fuego, como zoológicos y parques municipales, independientemente del tamaño del arma y siempre que esta esté oculta.

### Teoría crítica de la raza
El 7 de mayo de 2021, Stitt firmó un proyecto de ley que prohíbe la enseñanza de la teoría crítica de la raza y de su equivalente de género en las escuelas públicas.

## Vida personal
Stitt es un ciudadano de la nación Cherokee a través de su bisabuelo, Robert Benton Dawson. Dawson recibió tierras en el área de Skiatook debido a su ciudadanía tribal, y la tierra todavía pertenece a la familia, ahora propiedad de un tío de Stitt. Los abuelos maternos de Stitt eran productores de leche en Skiatook. Su abuelo paterno era el veterinario jefe en Oklahoma City Stockyards.
Stitt se casó en 1998 con Sarah Hazen, con quien tiene seis hijos.